# Michael Bergin
Michael John Bergin, lepiej znany jako Michael Bergin (ur. 18 marca 1969 roku w Waterbury) – amerykański aktor i model, który zrobił zawrotną karierę, stając się ikoną mody, uważany za jednego z pierwszych mężczyzn, którzy osiągnęli status supermodela, wcześniej zarezerwowany dla kobiet, takich jak Cindy Crawford, Elle Macpherson, Naomi Campbell czy Iman.

## Życiorys

### Wczesne lata
Urodził się w Waterbury, w hrabstwie New Haven w Connecticut. Ma irlandzkie i włoskie korzenie. Dorastał w małym robotniczym miasteczku Naugatuck, w hrabstwie New Haven, w stanie Connecticut. Studiował marketing biznesu na University of Connecticut w Storrs, w stanie Connecticut. Pracował jako kelner i wykonywał inne prace dorywcze. Podczas swojego drugiego roku studiów, jego przyjaciel doradział mu, że powinien poważnie rozważyć karierę jako model.

### Kariera
Przeniósł się do Nowego Jorku, gdzie podpisał kontrakt z Clark Modeling Agency. W 1994 roku zastąpił Marka Wahlberga i wziął udział w oczekiwanej przez wszystkich kampanii reklamowej bielizny Calvina Kleina na czarno-białych posterach i znalazł się na billboardzie zamieszczonym na nowojorskim Times Square. Jako nikomu nieznany chłopiec z prowincji rozpoczął karierę modela w Nowym Jorku, Paryżu i Mediolanie dla Soni Rykiel, Valentino, Calvina Kleina, Gianfranco Ferre, Giorgio Armaniego, Hugo Boss, Yves’a Sainta-Laurenta i Donny Karan. Przez trzy lata pracował dla Liz Claiborne, Inc., a także reklamował chrupki śniadaniowe Kellogg’s, rum Bacardi, produkty firm L’Oréal i Perry Ellis, kosmetyki marki Maybelline i Coty, Inc.
Pojawił się jako korespondent kanału E! Entertainment VH1 Latin America’s House of Style i gospodarz programu MTV The Daily Burn. Wystąpił po raz pierwszy w roli aktorskiej jako barman w operze mydlanej CBS Central Park West (1995). Debiutował na dużym ekranie niewielką rolą Nowojorczyka Bobby’ego w dramacie Właściciel (The Proprietor, 1996) z Jeanne Moreau, Sean Young, Joshem Hamiltonem i Christopherem Cazenove. Sympatię telewidzów zaskarbił sobie rolą ratownika Jacka „J.D.” Dariusa w serialu Słoneczny patrol (Baywatch, 1997-2001). Po gościnnym udziale w sitcomie CBS Cosby (1998), zagrał postać Kipa Rogersa – skrytego homoseksualnego aktora, w komedii romantycznej Liga złamanych serc (The Broken Hearts Club: A Romantic Comedy, 2000) z udziałem Deana Caina, Timothy’ego Olyphanta i Justina Therouxa. Wystąpił następnie w dreszczowcu Wilki z Wall Street (Wolves of Wall Street, 2002) u boku Erica Robertsa oraz wcielił się w czarny charakter, Nicka Bozmana, w operze mydlanej NBC Passions (2002). Pojawił się w innych serialach telewizyjnych: The WB Czarodziejki (Charmed, 2003), CBS CSI: Kryminalnych zagadkach Miami (CSI: Miami, 2003) i Lifetime Babski oddział (The Division, 2004) w podwójnej roli Benjamina Cale’a/Granta Coltrane’a.
30 czerwca 2005 roku ukazała się jego autobiograficzna książka pt. Ten drugi. Love Story. Kennedy Jr., Carolyn i ja (Other Man: John F. Kennedy Jr., Carolyn Bessette, and Me).

### Życie prywatne
W 1992 roku w nowojorskim barze poznał Carolyn Bessette-Kennedy, która pracowała dla Calvina Kleina. Spotykali się od 1996 do 16 lipca 1999 roku, kiedy wraz ze swoim mężem Johnem F. Kennedym Jr., synem J.F. Kennedy’ego i Jacqueline Kennedy, zginęła w katastrofie lotniczej. Związany był także ze Stacy Kamano (2001).
24 października 2004 roku poślubił wizażystkę Joy Tilk. Mają dwoje dzieci: syna Jessego (ur. 1999) i córkę Alannah Jade (ur. 2004).
W 2004 roku, w piątą rocznicę śmierci Carolyn Bessette-Kennedy, Bergin został aresztowany za jazdę pod wpływem alkoholu.
Od 2001 podjął pracę jako agent nieruchomości w Beverly Hills. W 2006 roku pojawił się w programie VH1 Celebrity Paranormal Project.

### Filantropia
Pracował jako rzecznik dla programu edukacyjnego D.A.R.E. (Drug Abuse Resistance Education), walczącego ze zjawiskiem zażywania narkotyków przez dzieci i osoby małoletnie. Udzielał się w akcjach charytatywnych na rzecz walki z AIDS.

## Filmografia

### Filmy fabularne
- 1996: Dziedzictwo (The Proprietor) jako Nowojorczyk Bobby
- 2000: Liga złamanych serc (The Broken Hearts Club: A Romantic Comedy) jako Kip Rogers
- 2000: Starforce jako Zed Lucene
- 2000: Closing the Deal jako Marco Vincente
- 2001: What’s Up, Peter Fuddy? (TV)
- 2002: Wilki z Wall Street (Wolves of Wall Street) jako Nick Bozman
- 2005: Family Plan (TV) jako Marcus
- 2005: Central Booking (TV) jako Macguire
- 2005: Fatal Reunion jako Marcus Declan
- 2006: Holla jako Greg
- 2008: Playing with Fire jako
- 2011: 12 życzeń (12 Wishes of Christmas, TV) jako Morgan

### Seriale TV
- 1995: Central Park West jako barman
- 1997-2001: Słoneczny patrol (Baywatch) jako Jack „J.D.” Darius
- 1999: Partnerzy (Partners) jako sekretna miłość Cheryl
- 1998: Cosby
- 2002: Passions jako Nick Bozman
- 2003: Czarodziejki (Charmed) jako Przystojny Demon
- 2003: CSI: Kryminalnych zagadkach Miami (CSI: Miami) jako Thomas Carpenter
- 2004: Babski oddział (The Division) jako Benjamin Cale / Grant Coltrane